# Wellington (Washington)
Wellington az Amerikai Egyesült Államok északnyugati részén, Washington állam King megyéjében elhelyezkedő kísértetváros.

## Az 1910-es lavina
Az USA történelmének legsúlyosabb lavinájában 96-an vesztették életüket.
1910 februárjában kilenc napon át hóviharok voltak. Óránként harminc centiméter hó hullt, az egyik nap összesen 340 centiméter esett. A vasútállomáson egy személy- és egy postavonat is elakadt. Ugyan próbáltak hókotrókkal takarítani, azonban a gépek nem bírták a nagy csapadékmennyiséget.
Február 28-án a havat eső és meleg szél váltotta. Március 1-jén hajnali egy órakor egy villámcsapás következtében három méter magas, nyolcszáz méter hosszú és négyszáz méter széles hótömeg indult meg a település felé. Mivel az erdőtüzek a hegyoldal fáit korábban leégették, a lavinát nem fogta fel semmi.
A lavina az állomáson álló vonatot a Tye folyó völgyébe lökte; 38 utas, 58 Great Northern- és három állomási dolgozó vesztette életét. A huszonhárom túlélő kimentésének azonnal hozzáláttak, azonban az időjárás miatt a mentést csak 21 héttel később tudták befejezni.
Három nap elteltével a közeli Brit Columbiában egy újabb lavinában 63-an haltak meg.

### Következmények
A települést a névhez társított rossz emlékek miatt Tye-ra nevezték át. A Great Northern Railway a vasúti pálya mellett betonból készült hófogókat helyezett ki. 1929-ben elkészült a Cascade-alagút kiegészítése; ekkor a vasútállomást bezárták, a települést pedig felégették.
A vasúti pálya és a hófogók ma túraösvény részét képezik.

## Fordítás
- Ez a szócikk részben vagy egészben  a   Wellington, Washington című angol Wikipédia-szócikk ezen változatának fordításán alapul.  Az eredeti cikk szerkesztőit annak laptörténete sorolja fel. Ez a jelzés csupán a megfogalmazás eredetét és a szerzői jogokat jelzi, nem szolgál a cikkben szereplő információk forrásmegjelöléseként.